# Aeroportul Cayenne – Félix Eboué
Aeroportul Cayenne – Félix Eboué (IATA: CAY, ICAO: SOCA) este un aeroport din Matoury⁠(d), Cantonul Matoury, Arondismentul Cayenne, Guyana Franceză, Franța ce deservește zona Cayenne. Aeroportul a fost tranzitat în 2022 de 488.721 de pasageri. A fost deschis în 1943 și numit după Félix Éboué⁠(d).
Situat la o altitudine de 7 m, aeroportul dispune de 1 pistă și ocupă o suprafață de 13.000.000 m².

## Infrastructură

### Piste
Aeroportul dispune de o singură pistă. Pista are orientarea 08/26.